# 7G busz (Budapest)
A budapesti 7G jelzésű autóbusz a Cinkotai autóbuszgarázs és Újpalota, Nyírpalota út között közlekedik. A járatot a Budapesti Közlekedési Zrt. üzemelteti.
A járat csak egy irányban és csak a hajnali időszakban közlekedik egy indulással, munkaszüneti napokon nem jár. A vonalon a 7-es busz egyik reggeli, Cinkotai autóbuszgarázsból Nyírpalota úti végállomásra kiálló járműve teljesít utasforgalmi menetet. A viszonylat útvonala javarészt megegyezik a 996A párhuzamos szakaszával, azonban a 7G nem tér be a Centenáriumi lakótelepre.

## Története
2005. december 5-én indult el 73-as jelzéssel a Cinkotai autóbuszgarázs és Újpalota, Nyírpalota út között egy irányban, csak a hajnali és a kora reggeli időszakban 5 menetszámmal. Ugyanilyen jelzéssel közlekedett már autóbusz, ezért a menetrendben garázsmeneti autóbusz feliratot helyeztek el, hogy meg lehessen különböztetni őket.
2011. május 2-ától 173G jelzéssel közlekedett azonos paraméterekkel.
A járat jelzése a 7-es és 173-as buszcsalád átszervezésével 2013. június 3-án 7G-re változott.
2016. június 4-étől csak napi 1 busz megy a vonalon, vasárnap pedig nem közlekedik.

## Útvonala
| Újpalota, Nyírpalota út felé | Újpalota, Nyírpalota út felé |
| --- | ---------------------------- |
| Cinkotai autóbuszgarázs vá. – Bökényföldi út – Veres Péter út – Baross Gábor utca – Margit utca – Arany János utca – Mátyás király utca – Csömöri út – György utca – Rákospalotai határút – Szentmihályi út – Erdőkerülő utca – Zsókavár utca – Nyírpalota út – Újpalota, Nyírpalota út vá. |                              |

## Megállóhelyei
Az átszállási kapcsolatok között csak azok a járatok vannak feltüntetve, amelyekre egy órán belül át lehet szállni.
| 0  | Cinkotai autóbuszgarázs végállomás |                                                      |
| 0  | Injekcióüzem                       | 276E 996A                                            |
| 1  | EGIS Gyógyszergyár                 | 276E 996A                                            |
| 2  | Zsemlékes út                       | 276E 996A                                            |
| 3  | Petőfi tér                         | 276E 996A                                            |
| 4  | Újszász utca                       | 45, 46, 276E 908, 996A                               |
| 5  | Hunyadvár utca                     | 276E 908, 996A                                       |
| 6  | Veres Péter út                     | 92, 276E 908, 996A                                   |
| 7  | Mátyásföld, Imre utca H            | 92, 276E 908, 996A                                   |
| 8  | Gida utca                          | 44, 46 996A                                          |
| 9  | Margit utca                        | 44, 46                                               |
| 10 | Sasvár utca                        | 44, 46                                               |
| 11 | Mátyásföldi tér                    | 46 996A                                              |
| 12 | Ida utca                           | 46 996A                                              |
| 12 | Mátyás király utca 71.             | 144, 174 996A                                        |
| 13 | Szent Korona utca                  | 144 996A                                             |
| 14 | Rákosszentmihály, Csömöri út       | 31, 46, 131, 144 931, 996A                           |
| 15 | György utca                        | 31, 131, 144 931, 996A                               |
| 15 | György utca                        | 46, 130 996A                                         |
| 16 | Baross utca                        | 46, 130 996A                                         |
| 17 | Gusztáv utca                       | 46, 130 996A                                         |
| 18 | Rákospalotai határút               | 46, 130, 131, 175 996A                               |
| 19 | Szentmihályi út                    | 46, 130, 131, 175 996A                               |
| 20 | Erdőkerülő utca                    | 46, 96, 130, 175, 196, 196A 973, 996A                |
| 21 | Erdőkerülő utca 28.                | 46, 96, 130, 196, 196A 973, 996A                     |
| 22 | Zsókavár utca                      | 46, 96, 130, 196, 196A 69 973, 996A                  |
| 23 | Fő tér                             | 7, 7E, 8E, 46, 96, 130, 133E, 196, 196A 69 973, 996A |
| 24 | Vásárcsarnok                       | 7, 7E, 8E, 46, 96, 130, 133E, 196, 196A 69 973, 996A |
| 25 | Újpalota, Nyírpalota út végállomás | 7, 7E, 8E, 46, 96, 130, 133E, 196, 196A              |